# Neolescuraea arcuata
Neolescuraea arcuata là một loài Rêu trong họ Leskeaceae. Loài này được Nog. mô tả khoa học đầu tiên năm 1972.